# Síndic de Greuges del País Valencià
El síndic de greuges és un alt comissionat designat per les Corts Valencianes que s'instituí a l'Estatut d'Autonomia del País Valencià del 1982. La seua creació i funcionament s'articulà a través de la Llei de la Generalitat Valenciana 11/1988, i del Reglament d'Organització i Funcionament del Síndic de Greuges. La seu del síndic està a la ciutat d'Alacant.
Per a poder ser triat síndic de greuges s'ha de comptar amb el suport d'almenys, dues terceres parts dels diputats de les Corts Valencianes. L'elecció es fa per a un període de cinc anys, podent ser reelegit.
La principal funció del síndic de greuges és vetllar pel compliment i respecte dels drets i llibertats dels ciutadans enfront de l'administració del País Valencià.

## Persones que han ocupat el càrrec
| Síndic                       | Inici                 | Fi                   |
| ---------------------------- | --------------------- | -------------------- |
| Arturo Lizón Giner           | 21 de juliol de 1993  | 28 de juliol de 1998 |
| Luis Fernando Saura Martínez | 2 de setembre de 1998 | 26 d'octubre de 2000 |
| Bernardo del Rosal Blasco    | 4 d'abril de 2001     | 8 d'abril de 2006    |
| Emilia Caballero Álvarez     | 9 d'abril de 2006     | 6 de març de 2009    |
| José Cholbi Diego            | 6 de març de 2009     | 2019                 |
| Ángel Luna González          | 2019                  | En el càrrec         |